# Samsung S5600
Samsung S5600 (también conocido como Samsung My Touch, Samsung S5600 Preston y Samsung Player Star) fue anunciado en marzo de 2009 y publicado en junio de 2009 como parte de una serie de teléfonos con pantalla táctil lanzados por Samsung. 
El teléfono tiene una pantalla LCD de 2,8 pulgadas QVGA pantalla completamente táctil, y el sistema operativo TouchWiz, interfaz de usuario y "Gesture Lock" característica. A 3.2 Megapíxeles, reconocimiento de música a través del uso de Shazam "Find Music" de servicios, y soporte multi-codec, incluidos H.263, MPEG4, y WMV. La conectividad de Internet es de 7,2 Mbit / HSDPA